# Ubiquinol
El ubiquinol es la forma totalmente reducida del coenzima Q10.
La conformación natural del coenzima Q10 es 2,3-dimetoxi-5-metil-6-poliprenil-1 ,4-benzoquinol, donde la cadena poliprenilada es entre 9 y 10 unidades más largas en mamíferos. El coenzima Q10 puede tomar tres formas en las reacciones de oxidación-reducción (redox): totalmente oxidada (ubiquinona), parcialmente reducida (semiquinona o ubisemiquinona), y completamente reducida (ubiquinol). Las funciones redox del ubiquinol en la producción de energía celular y protección antioxidante se basan en la habilidad de intercambiar dos electrones en un ciclo redox entre la forma ubiquinol (reducida) y la ubiquinona (oxidada).
El ubiquinol es un benzoquinol liposoluble que se encuentra en todos los sistemas celulares y en casi todas las células, tejidos y órganos de los mamíferos. El ubiquinol se adquiere mediante la biosíntesis (lo sintetiza el propio organismo) y mediante pequeñas aportaciones a través de la dieta. El ubiquinol tiene un papel establecido como componente esencial de la cadena respiratoria o cadena de transporte de electrones transfiriendo electrones, de lo cual resulta la síntesis del trifosfato de adenosina (ATP). En los mamíferos, la producción o síntesis de ATP tiene lugar básicamente en las crestas mitocondriales y, menos extensamente, en otros orgánulos celulares como son el Aparato de Golgi (AG) y el Retículo endoplasmático (RE). En las mitocondrias se produce alrededor del 95% de la energía que necesita la célula para el crecimiento, desarrollo y para el correcto y sano metabolismo celular. La acción antioxidante del ubiquinol es considerada una de las funciones más importantes de los sistemas celulares. El ubiquinol es un potente antioxidante lipofílico con capacidad de regenerar otros antioxidantes como el tocoferol (Vitamina E) y ácido ascórbico (Vitamina C). Estudios recientes también revelan una función en la expresión de genes implicados en la señalización de células humanas, el metabolismo y el transporte.

## Resumen de funciones nutrientes
El ubiquinol es la forma antioxidante del CoQ10 y es esencial en la síntesis de energía que tiene lugar en las mitocondrias. Es el único antioxidante liposoluble que se conoce que sea sintetizado endógenamente, participa en la protección de las membranas biológicas evitando la oxidación lipídica así como actúa en la regeneración de otros antioxidantes como la Vitamina C y la Vitamina E. Las investigaciones experimentales y clínicas publicadas muestran que el ubiquinol tiene impactos en la salud cardiovascular, el metabolismo neuronal, la salud renal, y genes relacionados con el metabolismo de lípidos y lipoproteínas y la inflamación.

## Síntesis de energía
En cuanto a sus funciones básicas, los principales roles del ubiquinol son la producción de energía en las mitocondrias y la síntesis de antioxidante protector. El nutriente similar a las vitaminas se encuentra concentrado en la membrana mitocondrial interna, donde actúa como portador de reductores equivalente de los complejos I y II hacia el complejo III, en la cadena de transporte de electrones de la mitocondria.

## Efectos cardiovasculares
El doctor Peter Langsjoen, un destacado científico que inició su carrera como especialista en el Coenzima Q10 con su artículo Introducción al coenzima Q10 y especialista también en el ámbito de la cardiología, ha publicado numerosas investigaciones que comparan los efectos de la ubiquinona (en su forma oxidada) y el ubiquinol (en su forma reducida) en pacientes con insuficiencia cardíaca.
Los sujetos del estudio fueron clasificados en los parámetros de la escala específica para la valoración funcional de la insuficiencia cardíaca conocida como NYHA. Dentro de esta escala se clasifican como clase IV todos los individuos con insuficiencia cardiaca incluso en reposo y la incapacidad de llevar a cabo cualquier actividad física.
A los pacientes de clase IV se les suministró una cantidad media de 450 mg de ubiquinona por día. Con esta dosis se comprobó que los niveles de CoQ10 en sangre oscilaban desde 0,9 a 2,0 mcg / mL de plasma sanguíneo (valor medio de 1, 4 mcg / mL), una cantidad que el investigador consideró subterapéuticos. Por este motivo en fases posteriores se mantuvo la cantidad por día a 450 mg pero en este caso de ubiquinol, y se observó que los datos de seguimiento de seis de los sujetos mostraron valores medios de CoQ10 que aumentaban de 1, 4 mcg / mL hasta 4,1 mcg / mL. Además de este considerable aumento en el plasma de CoQ10, la fracción de eyección aumentó casi el doble: del 24% al 45%.[cita requerida] La fracción de eyección es un método de evaluación que mide la capacidad de los ventrículos del corazón para bombear sangre, es decir, el grado de eficiencia de la contracción cardíaca. Aunque muchos factores pueden afectar la fracción de eyección incluyendo el género y el método empleado para el cálculo, la fracción de eyección que un adulto se suele mostrar es del 60-65%. [cita requerida]
Así los efectos beneficiosos del ubiquinol en la función cardíaca fueron demostrados clínicamente, ya que los sujetos presentaban una mejora media que los hacía pasar de ser clasificados en la clase IV a ser clasificados en la clase II (en la escala NYHA), que son los pacientes que sufren una limitación de la actividad física en los cuales la actividad ordinaria les produce fatiga y palpitaciones entre otras molestias, pero no sufren molestias estando en reposo.
Basándonos en las deducciones de la reciente experiencia del Dr.. Langsjoen, se consideran como niveles terapéuticos en plasma de CoQ10 aquellos valores mayores a 3,5 mg / ml, que es un valor significativamente más alto que el objetivo anterior: aquellos valores mayores a 2,5 mg / ml. En este estudio, no se presentaron efectos adversos de la ubiquinona ni el ubiquinol, ni ninguna interacción con medicamentos incluyendo aquellos pacientes consumidores de cumarina, una medicina que se receta a personas que tienen un alto riesgo de formar coágulos sanguíneos (que podrían provocar graves problemas de salud, ya que pueden bloquear el flujo sanguíneo al corazón o al cerebro).
En 2010, investigadores de la Universidad de Kiel (Alemania) y la Universidad de Shinshu (Japón) publicaron un estudio sobre los efectos de la ubiquinol y la ubiquinona en la expresión del genoma en un modelo experimental utilizando ratones SAMP1 (Senescence Accelerated Mice Prone 1 ). Después de 14 meses de tratamiento, se analizó el tejido hepático de los ratones mediante pruebas que se basan en la expresión de determinados genes, son las llamadas pruebas de microarray. El perfil de expresión genética demostró una conexión funcional entre el ubiquinol y las siguientes vías de señalización: PPAR-α, LXR / RXR, y FXR / RXR. Finalmente, se identificaron once genes ubiquinol-dependientes relacionados con el colesterol y el metabolismo de lípidos y lipoproteínas. A excepción de un gen, la ubiquinona no tiene ningún efecto sobre estos genes.

## Efectos antioxidantes y en el proceso de envejecimiento
El ubiquinol es un potente lípido soluble antioxidante capaz de regenerar la α-tocoferol (Vitamina E) y es importante porque es el único lípido soluble antioxidante sintetizado en el organismo humano. Científicos han estado investigando la relación entre los estados subóptimos, marcados con altos niveles de estrés oxidativo, y los niveles relativos de ubiquinona y ubiquinol al cuerpo, los cuales, combinados, confieren el valor llamando "CoQ10 total ". Las enfermedades provocadas por un elevado estrés oxidativo pueden causar mayores cambios en las cantidades de ubiquinol y de ubiquinona del cuerpo. Este factor es designado por los científicos como el ratio de ubiquinol por ubiquinona (ubiquinol: ubiquinona). Otra manera de describir este fenómeno es utilizando el ratio de ubiquinol, que consiste en expresar el porcentaje de ubiquinol sobre la cantidad total de CoQ10. Estudios han revelado un cambio notorio en el perfil de CoQ10 de sujetos que padecen diabetes mellitus tipo 2. Concretamente, se apreciaba un decrecimiento del ratio de ubiquinol al plasma que sugiere un incremento del estrés oxidativo.
Por otra parte, un estudio paralelo evidencia la pérdida de ubiquinol en condiciones marcadas por un elevado estrés oxidativo. Pacientes con hepatitis, cirrosis hepática y hepatoma (un proceso tumoral desarrollado en el hígado por los hepatocitos) también presentan un decrecimiento de las concentraciones de ubiquinol, mientras que los niveles de CoQ10 (ubiquinol + ubiquinona) no eran inferiores.
Alguna información preliminar, resultado de evaluaciones de los niveles de ubiquinona y ubiquinol en sangre de sujetos de diferentes grupos de edad, además, indica que el ubiquinol podría estar involucrado en el proceso de envejecimiento celular. En las observaciones, no sólo se apreciaba que los sujetos de edad avanzada habían reducido la biosíntesis de CoQ10, sino que la capacidad de conversión de ubiquinona en ubiquinol también había disminuido.
La específica alineación de ubiquinol ha sido investigada recientemente a partir de la creación de vesículas unilaminares que contenían ubiquinol para demostrar la posición del antioxidante en las membranas celulares. Basándose en técnicas de fluorescencia sobre las vesículas, los científicos ha concluido que el ubiquinol se encuentra más cercano a la superficie de la membrana celular que a la región hidrofóbica de las membranas.
Un estudio en el que colaboran conjuntamente la Universidad de Waseda y la Universidad de Tsukuba ha demostrado los efectos beneficiosos del ubiquinol en mujeres de mediana y avanzada edad (con una media de 63,7 años de edad). El estudio revelaba que tomando un suplemento de 150 mg de ubiquinol al día durante un período de 8 semanas, los sujetos mostraban significantes mejoras en actividad física y salud mental (se midió a partir de contar los pasos diarios ya partir del encuesta de salud SF-36).

## Salud neuronal
Una serie de pequeños estudios han demostrado que la CoQ10 produce beneficios para el sistema neuronal, lo cual incluye el cerebro. En 2002, se publicó un estudio que examinaba los efectos de la CoQ10 (ubiquinona) en pacientes en la fase temprana de la enfermedad de Parkinson. Los científicos en este estudio multicéntrico (concretamente el estudio de la Fase II) financiado por el Instituto Nacional de Trastornos Neurológicos y Accidentes Cerebrovasculares [NINDS], encontraron que la ubiquinona producía una disminución funcional en la enfermedad del Parkinson. En vista de estos favorables resultados, dos grandes organizaciones: el FDA (Food and Drug Administration) y el NIH (National Institutes of Health) han aprobado la Fase III del estudio, que actualmente se encuentra en curso.
Se realizó también un nuevo estudio destinado a llevar a cabo la comparativa de los efectos protectores de la ubiquinona y el ubiquinol en roedores a los que se les suministró MPTP (1-metil-4-fenil-1, 2,3,6 -tetrahidropiridine) una neurotoxina que induce cambios similares a los encontrados en la enfermedad del Parkinson. La toxicidad del compuesto MPTP afecta las células de la substancia negra del cerebro, es decir, las células de la zona posterior del cerebro (próximas a la médula espinal) especializadas en el control del movimiento, y la síntesis de dopamina (un tipo de catecolamina obtenida de la tirosina, histamina de la histidina y serotonina del triptófano que actúa como neurotransmisor en el sistema nervioso central). Aunque frente la toxicidad del MTPT tanto la ubiquinona como el ubiquinol ofrecen protección, esta protección es más intensa nuevamente por parte del ubiquinol.

## Salud oral
En primer lugar hay que puntualizar que con el término salud oral se pretende hacer referencia a todos los aspectos relacionados con la boca, incluyendo las dientes y encías, así como el tejido conectivo, labios, lengua y glándulas salivales.
Nuevos estudios científicos han realizado con el propósito de relacionar el estado de la salud oral con una gran variedad de condiciones sistémicas, que van desde la diabetes hasta enfermedades respiratorias, osteoporosis, artritis y enfermedades cardiovasculares. La salud oral y la salud sistémica son parte de una interfaz bidireccional (cada uno es completamente capaz de ejercer un efecto sobre el otro). La unión de estos dos (salud oral y salud sistémica) tendrá como respuesta la inflamación. Por vía oral, la inflamación puede ser comúnmente encontrada en la enfermedad conocida con el nombre de periodontitis, que puede dar lugar a la destrucción del colágeno que actúa como soporte para las dientes, el hueso alveolar y la propia dentadura.
Se sabe que la periodontitis eleva los marcadores sistémicos de la inflamación, como la proteína C-reactiva (siglas PCR o CRP). Se trata de una proteína de fase aguda la que se sintetiza en el hígado y que se caracteriza por aumentar sus niveles en respuesta a la inflamación) y la elastasa de los neutrófilos presentes en el suero, una proteasa que puede atacar los tejidos en determinadas condiciones.
Investigadores de la Universidad española de Sevilla determinaron que los individuos que padecían periodontitis experimentaban un incremento del nivel de ROS mitocondrial (especies de oxígeno reactivas) y una reducción considerable del nivel de coenzima Q10, lo que no sucedía en los sujetos que no habían sufrido periodontitis (60,2 pmol / mg de proteína en comparación a 150,4 pmol Q, lo que indicaba una disminución del 56%). El factor patogénico principal que da lugar a la inflamación periodontal es el exceso de generación de especies reactivas del oxígeno (ROS), debido a que la mitocondria es capaz de filtrarlos como subproducto en el proceso de síntesis de energía.
El coenzima Q10, aparte de ser esencial para la síntesis mitocondrial de energía, puede también contrarrestar la formación de especies reactivas de oxígeno, siempre que la coenzima se encuentre en la forma reducida (ubiquinol). Los potentes efectos antiinflamatorios del ubiquinol han sido demostrados gracias a estudios muy específicos entre los que cabe destacar un estudio de la expresión génica de las células inmunitarias humanas (monocitos conocidos como THP-1). El estudio se basaba en la exposición de estas células a lipopolisacárido de la pared bacteriana (LPS) con el fin de inducir la expresión y secreción de citocinas proinflamatorias. En este estudio se comprobó que el ubiquinol provocaba una importante reducción de la liberación celular de diversas sustancias proinflamatorias, en especial de citoquinas TNF-α y dos tipos de quimiocinas.
Así pues, la forma reducida (ubiquinol) del coenzima Q10 ha estudiado específicamente en este campo para su impacto en la salud oral. Los resultados del estudio mencionado previamente fueron presentados en junio de 2011 en la 63 ª Reunión de la Sociedad de la Vitamina de Japón por la Escuela de odontología de la Universidad de Nihon por los investigadores en los que se presentaba la evaluación de los efectos de 150mg de ubiquinol al día durante un período de dos meses en un estudio doble ciego, es decir, con uno de los grupos de la ensayo clínico que era el grupo control (se submistrà placebo ). Así los científicos estudiaron numerosos indicadores de la salud periodontal incluyendo la adhesión a la placa, la profundidad de las cavidades periodontales, el sangrado y la recesión gingival. Ubiquinol ha demostrado beneficios muy significativos en la adhesión de la placa y un aumento en el nivel de antioxidantes salivales, los cuales son esenciales para el mantenimiento de la salud oral. 
Un posible mecanismo que otorga estos importantes beneficios podría estar basado en el efecto antioxidante del ubiquinol, el cual se cree que podría contrarrestar los procesos inflamatorios periodontales.
Es por este motivo que se estableció una relación entre la cantidad de secreción salival y salud oral. La insuficiencia de secreción salival, conocida con el nombre de xerostomía, se asocia con varios efectos negativos como por ejemplo el aumento de la susceptibilidad a padecer caries dental y enfermedad periodontal. Otro estudio comparativo realizado por investigadores japoneses se destinó al análisis de los efectos de la ubiquinol y la ubiquinona en la secreción salival. En el estudio participaron sesenta y seis pacientes que recibieron ubiquinol o ubiquinona en una dosis de 100mg por día, o bien placebo durante un período de un mes. Aunque se observó que tanto una como otra forma de administración oral del coenzima Q10 (en forma oxidada o ubiquinona y en forma reducida o ubiquinol) mejoraba los niveles de coenzima Q10 salivales, la forma ubiquinol provocó un mayor aumento en la concentración: los niveles elevados para la ubiquinona aumentaron de 60 a 87 ng / mL, mientras que en el caso del ubiquinol los niveles aumentaron de 54,6 a 117,7 ng / mL. Además también se comprobó que el ubiquinol estimulaba la secreción de saliva lo que todavía consolida más su posición como la forma óptima del coenzima Q10 para la salud oral.

## Salud renal
Investigadores de la Universidad de Tokio han estado examinando el papel de los antioxidantes en la enfermedad renal crónica. Como estudio preliminar, se desarrolló un modelo de enfermedad renal crónica animal. Se crearon tres grupos experimentales: un grupo control, un grupo que seguía una dieta rica en sal, y un grupo que seguía una dieta rica y además consumía ubiquinol. En comparación con el grupo control, en los individuos que seguían la dieta rica en sal se observó un aumento del desequilibrio entre la producción de las especies reactivas del oxígeno y la capacidad de desintoxicación de los reactivos intermedios o solucionar los daños producidos del sistema biológico en cuestión (medido por la generación de anión superóxido en el tejido renal), un aumento de la tensión arterial (hipertensión arterial) y se ha observado también que induce la aparición de albuminuria, un proceso patológico caracterizado por la presencia de albúmina (la principal proteína de la sangre y la más abundante en los humanos) al orina. En cuanto al análisis de los resultados en el grupo formado por personas que seguían una dieta rica en sal y al mismo tiempo consumían ubiquinol, se determinó que presentaban una significativa protección renal debida a la ubiquinol, incluyendo la disminución en la generación del anión superóxido (de efecto antioxidante), la disminución de la cantidad de albúmina presente en la orina, y la mejora de la hipertensión. Este estudio debe considerarse como la primera investigación experimental con el antioxidante ubiquinol en un modelo animal de enfermedad renal crónica.

## Inflamación y expresión génica
Los científicos han puesto en marcha una serie de estudios para examinar los efectos de la CoQ10 en la expresión génica. El análisis in silico de cientos de genes ha revelado que la CoQ10 afecta a 17 genes diferentes, los cuales están conectados funcionalmente a cuatro diferentes vías de señalización celular: proteínas G acopladas a receptores, Kak / STAT, la integrina y la beta-arrestina. Los investigadores involucrados en este estudio han realizado posteriormente investigaciones detalladas de la forma ubiquinol. Una investigación in vitro utilizando una línea celular humana de monocitos (THP-1) expuestos a un estimulante de inflamación llamado lipopolisacárido (LPS) mostró que ubiquinol inhibe la liberación de sustancias pro inflamatorias, especialmente citoquinas TNF-α pro inflamatorias, quimiocinas RANTES (normal T-call expresadas y secretadas) y MIP1-α (proteína inflamatoria de los macrófagos). Los científicos han observado que el ubiquinol ejerce un efecto más fuerte que la ubiquinona en estos mediadores de la inflamación. Investigaciones más profundas en este sentido demuestran que algunos de estos genes relacionados con el proceso de inflamación son redox-sensibles. Un estudio in vivo se ha llevado a cabo utilizando tanto la ubiquinona como el ubiquinol en un acelerado envaïment de la cepa de roedor llamada SAMP1. Una variedad de diferentes tejidos (hígado, corazón, cerebro y riñón) fueron analizados mediante "microarrays" basados en el perfil de toda expresión genómica. Uno de los descubrimientos fue que el ubiquinol es más eficaz que la ubiquinona en cuanto al aumento de los niveles de CoQ10 en el hígado (también se ha observado en efecto de mayor biodisponibilidad en seres humanos). Una revisión de los perfiles de expresión del genoma en las muestras de hígado reveló un efecto específico del ubiquinol en la vía de señalización del PPAR-α (receptor activado por la proliferación de los peroxisomas). Curiosamente, estos genes sensibles a la ubiquinol son los principales implicados en la síntesis de colesterol (por ejemplo, la 3-hidroxi-3-metilglutaril-coenzima A), el metabolismo de lípidos (FABP5), y el metabolismo de lipoproteínas (PLTP ). Estos efectos fueron específicos para el ubiquinol, ya que la regulación de genes PPAR-α no se observó con la utilización de la ubiquinona.

## Otros descubrimientos
Ha habido muchos estudios que muestran que el CoQ10 es beneficioso en la prevención y el tratamiento de las enfermedades cardíacas y las enfermedades como la hipertensión arterial, la aterosclerosis (endurecimiento de las arterias), angina de pecho e insuficiencia cardíaca congestiva. Se ha demostrado que los ataques al corazón tienden a ocurrir cuando los niveles de CoQ10 se encuentran bajos en el cuerpo. Otras investigaciones también han encontrado que el CoQ10 puede retrasar la progresión de los síntomas asociados a enfermedades neurológicas como la enfermedad de Parkinson, esclerosis lateral amiotrófica, enfermedad de Huntington y la enfermedad de Alzheimer, ya que el cerebro y el corazón son algunos de los tejidos metabólicamente más activos del cuerpo. Ambos requieren grandes cantidades de energía sin interrupciones, lo que significa que estos tejidos también necesitan una mayor cantidad de ubiquinol. La investigación ha demostrado que muchas personas con enfermedades del corazón o del cerebro tienen niveles séricos de CoQ10 que son inferiores a los de las personas sanas. Por este motivo, corregir las deficiencias a menudo puede producir importantes resultados. Además, el CoQ10 es beneficioso para la diabetes, la disfunción inmune, la enfermedad periodontal y el cáncer de próstata. Aunque la investigación sobre el ubiquinol es todavía muy nueva, es razonable esperar que sus beneficios serán iguales, o incluso mejores, que los del CoQ10, porque es la forma más activa. También se han llevado a cabo estudios para examinar la relación entre el ubiquinol y los lípidos en sangre en pacientes con enfermedad arterial coronaria. En concreto, los científicos intentaron determinar si existe una relación entre en grado de estenosis (estrechamiento de los vasos sanguíneos) y las concentraciones de ubiquinol y lípidos de la sangre. En la sangre, el ubiquinol se encuentra mayoritariamente en las lipoproteínas (en concreto en las lipoproteínas de colesterol de baja densidad, LDL-C). 
A su vez, las lipoproteínas agrupan lípidos solubles de colesterol por la circulación de la sangre soluble en agua (el colesterol no está libre) y de ahí, la asociación entre la CoQ10, el colesterol y las lipoproteínas. A los sujetos no se les administró ninguna dosis de ubiquinol o estatinas, proporcionando así un punto de diferenciación de otros estudios donde se había llevado a cabo la suplementación. Con el fin de cuantificar el grado de estenosis, los sujetos fueron sometidos a una angiografía coronaria. De un total de 36 personas, 20 fueron calificados como negativos (menos del 50% de estenosis), mientras que 16 pacientes dieron positivo (más del 70% de estenosis). Los resultados revelaron que el porcentaje de ubiquinol / lípidos fue significativamente mayor en el grupo de "baja estenosis", ya que el grupo de "alta estenosis" obtuvo valores significativamente bajos. 
Los científicos comentaron que el porcentaje de 'ubiquinol en lípidos puede ser un factor significante en el progreso de los cambios arterioscleróticos. Mientras que esto no llegó a ser un ensayo clínico, se encontró una relación entre el ubiquinol / lípidos y el grado de estenosis.

## Biodisponibilidad
La biodisponibilidad es la porción de una dosis administrada de un medicamento que alcanza el sistema circulatorio. Así, se ha comprobado, según publicaciones de muchas revistas científicas, que el cuerpo no absorbe bien la CoQ10. Sin embargo, el hecho de que la forma ubiquinol tenga dos átomos de hidrógeno adicionales, da lugar a la conversión los dos grupos cetónicos en grupos hidroxilos en la parte activa de la molécula. Esto causa un aumento en la polaridad de la molécula de CoQ10 y puede ser un factor importante para la mejora de la biodisponibilidad del ubiquinol. Por vía oral, el ubiquinol presenta una mayor biodisponibilidad que la ubiquinona; la ingesta diaria de una cápsula de 150 mg de ubiquinol da lugar a valores máximos en sangre de 3,84 mcg / ml pasados 28 días.

## Contenido en alimentos
En los alimentos, la cantidad de ubiquinol varía considerablemente. Un análisis de una variedad de alimentos ha determinado que esta molécula está presente en 66 de los 70 alimentos y se ha contabilizado que consisten en el 46% de la ingesta total de coenzima Q10. 
La tabla a continuación es una muestra los resultados:
| Alimento          | Ubiquinol (mcg/gm) | Ubiquinona (mcg/gm) |
| ----------------- | ------------------ | ------------------- |
| Buey (espalda)    | 5,36               | 25                  |
| Buey (hígado)     | 40,1               | 0,4                 |
| Cerdo (paletilla) | 25,4               | 19,6                |
| Cerdo (jamón)     | 2,63               | 11,2                |
| Pollo (pechuga)   | 13,8               | 3,24                |
| Caballa           | 0,52               | 10,1                |
| Atún              | 14,6               | 0,29                |
| Jurel             | 20,9               | 12,5                |
| Brócoli           | 3,83               | 3.17                |
| Perejil           | 5,91               | 1,57                |
| Naranja           | 0,88               | 0,14                |

## Aspectos moleculares
El ubiquinol es un benzoquinol y es el producto reducido de la ubiquinona también llamada coenzima Q10.
La reducción de ubiquinona a ubiquinol se produce en los Complejos I y II de la cadena de transporte de electrones. El ciclo Q es un proceso que se lleva a cabo en el citocromo b, un componente del Complejo III de la cadena de transporte de electrones, y este proceso convierte el ubiquinol en ubiquinona de manera cíclica.
Cuando el ubiquinol une al citocromo b, el pKa del grupo fenólico disminuye de manera que un protón ioniza y se forma el anión fenóxido. Si se oxida el oxígeno del fenóxido, se forma una semiquinona con un electrón desapareado situado en el anillo.
Una página en Protopedia (Complejo III de la Cadena de Transporte de Electrones) muestra estructuras del Complejo III en 3D que son rotables y pueden ser utilizadas en el estudio de las estructuras de los péptidos del Complejo III y el mecanismo del ciclo Q.